# Paul Clifford
Paul Clifford är en roman skriven av Edward Bulwer-Lytton, 1:e baron Lytton. Romanen handlar om Paul Clifford, som lever ett dubbelliv som både en brottsling och en förnäm gentleman. Paul Clifford blev populär när den gavs ut och har i efterhand främst fortsatt vara känd genom sin öppningsfras "Det var en mörk och stormig natt", som inspirerade tävlingen Bulwer-Lytton Fiction Contest.